# Flor de Piedra
Flor de Piedra fue una agrupación musical argentina, formada en agosto de 1999. Están considerados como los pioneros del género llamado cumbia villera, estilo musical proveniente de villas miserias de la provincia de Buenos Aires.

## Historia
Esta banda fue creada por el tecladista y compositor Pablo Lescano; quien a mediados de los años 1990, integraba Amar Azul. Lescano proponía que su nuevo proyecto, reflejara en sus canciones temáticas más crudas, como el consumo de drogas, críticas al sistema (en especial a Carlos Menem) e injusticias, como la pobreza, violencia institucional, la discriminación, la represión policial, la marginación, entre otras. Sin embargo, Lescano produjo sólo como un iniciador y no cooperó incluso en la banda, pero si su hermana Romina Lescano y el cantante del proyecto fue Daniel Lescano (que no tiene ningún parentesco con Pablo).
La agrupación grabó entonces el primer disco de cumbia villera, La vanda más loca (1999), pero a la hora de presentarlo ante las grandes compañías discográficas, estas decidieron no distribuirlo, ya sea por falta de interés, por desconfianza en el posible éxito del nuevo género, por condenar la agresiva temática y propuesta "villera", o una mezcla de todos esos factores.  Tras la negativa de las grandes emisoras, la banda envió su disco a una emisora ilegal, la cual aceptó. Se usó como corte de difusión del disco la canción «Sos un botón», convirtiéndose de esta forma en la primera canción de cumbia villera de casi un éxito masivo. Inesperadamente «Sos un botón»; que critica a un conocido amigo de la banda que se hizo policía y es acusado de ser un "botón"; (jerga callejera para referirse a un "informante"); se hizo un hueco en medio de todas las canciones de cumbia pasatista y comenzó a arrasar en la audiencia, y así fue que el sello Leader Music, finalmente se contactó con Flor de Piedra informándoles que estaba interesado en la banda. Este material fue un éxito de ventas. 
Tras la edición de su segundo trabajo discográfico, al que se tituló Más duros que nunca (2000), que al igual que el antecesor, resultó un éxito; la agrupación se "desarma" a fines del 2000 (Pablo Lescano deja de pertenecer a la banda junto con algunos músicos).
 Tras la separación de Flor de Piedra, Lescano formaría la exitosa agrupación Damas Gratis y Daniel Lescano, por entonces vocalista, decide continuar con la banda formando a Dany Lescano y La Roka en 2001. Esta no tiene el éxito esperado por lo cual se disuelve al año siguiente y forma otro grupo distinto.

## Discografía
- La vanda más loca (1999)
- Más duros que nunca (2000)